# Joseph Ward Goering
Joseph Ward Goering (* 17. Oktober 1947) ist ein US-amerikanischer Historiker.

## Leben
Er erwarb den BA (Geschichte) an der University of Kansas 1968, den M.A.R. (Theologie) an der Yale University Divinity School 1971, den MA (Mediävistik) an der University of Toronto 1972, den M.S.L. (Theologie) am Pontifical Institute of Mediaeval Studies Toronto 1974 und den Ph.D. (Mediävistik) an der University of Toronto 1977. Seit 1993 war er Professor am Institut für Geschichte der University of Toronto.

## Schriften (Auswahl)
- Robert Grosseteste: Templum Dei. Ed. from Ms. 27 of Emmanuel College. Toronto 1984, ISBN 0-88844-464-8.
- William de Montibus (c. 1140–1213). The schools and the literature of pastoral care. Toronto 1992, ISBN 0-88844-108-8.
- The Virgin and the Grail. Origins of a legend. New Haven 2005, ISBN 0-300-10661-0.
- The letters of Robert Grosseteste, Bishop of Lincoln. Toronto 2010, ISBN 0-8020-9813-4.